# Mario Party 2
Mario Party 2 är ett flerspelarspel till Nintendo 64. Spelet utvecklades av Hudson Soft och gavs ut av Nintendo år 2000.

## Handling
Se Mario Party.

## Speluppbyggnad
Detta spel är nästan likadant som det första Mario Party, dock med nya spelbräden, "spaces" och minispel. Det finns även tre nya sorts minispel, Battle (mer pengar står på spel), Item (endast föremål som vinst) och Duel (endast för två spelare). En annan sak som är ny är att karaktärerna nu byter om till kläder som passar för spelbrädets tema.

### Spelkaraktärer
- Mario
- Luigi
- Princess Peach
- Yoshi
- Wario
- Donkey Kong

### Spelbräden
- Pirate Land
- Western Land
- Mystery Land
- Horror Land
- Space Land
- Bowser Land (Fås när alla andra spelbräden är avklarade)

### Minispel

#### 4 spelare
- Abandon Ship
- Bombs Away
- Bumper Balls
- Deep Sea Salvage
- Dizzy Dancing
- Hexagon Heat
- Honeycomb Havoc
- Hot Rope Jump
- Lava Tile Isle
- Mecha-Marathon
- Platform Peril
- Roll Call
- Shell Shocked
- Shy Guy Says
- Skateboard Scamper
- Slot Car Derby
- Sneak 'n' Snore
- Tile Driver
- Toad in the Box
- Totem Pole Pound

#### 2 mot 2 spelare
- Balloon Burst
- Bobsled Run
- Cake Factory
- Destruction Duet
- Dungeon Dash
- Handcar Havoc
- Looney Lumberjacks
- Magnet Carta
- Sky Pilots
- Speed Hockey
- Toad Bandstand
- Torpedo Targets

#### 3 mot 1 spelare
- Archer-ival
- Bob-omb Barrage
- Bowl Over
- Crane Game
- Filet Relay
- Lights Out
- Look Away
- Move to the Music
- Quicksand Cache
- Rainbow Run
- Shock Drop or Roll

#### Battle Mini-game
- Bowser's Big Blast
- Bumper Balloon Cars
- Crazy Cutters
- Day at the Races
- Face Lift
- Grab Bag
- Hot BOB-OMB
- Rakin' 'Em In

#### Item Mini-game
- Bowser Slots (Bowser Land)
- Coffin Congestion (Horror Land)
- Give Me a Brake! (Western Land)
- Hammer Slammer (Space Land)
- Mallet-Go-Round (Mystery Land)
- Roll Out the Barrels (Pirate Land)

#### Duel Mini-game
- Mushroom Brew (Horror Land)
- Psychic Safari (Mystery Land)
- Quick Draw Corks (Western Land)
- Rock, Paper, Mario (Bowser Land)
- Sabre Slashes (Pirate Land)
- Time Bomb (Space Land)

#### 1 spelare
- Driver's Ed

### "Spaces"
- Blue Space (ger 3 coins)
- Red Space (drar ifrån 3 coins)
- Happening Space (får något oväntat att hända, olika på olika spelbräden)
- Chance Space (en tursam spelare får en chans att sno åt sig pengar eller stjärnor)
- Bowser Space (Bowser dyker upp och tar vad han vill ha)
- Battle Space (startar ett Battle Mini-game)
- Item Space (startar ett Item Mini-game)
- Bank Space (tvingar spelaren att lägga in 5 coins på banken)